# Тир (бог)
Вижте пояснителната страница за други значения на Тир.
Тир (Тюр) в скандинавската митология е един от боговете аси – бог на войната (почтената война), единоборствата и героичната слава, син на Один, брат на Тор, най-храбрият измежду боговете. По време на битка Тир проправял път на баща си Один. Оръжията му били меч и копие, като мечът е и негов символ.

## Легенда
Тир, както твърди Снуре Стурлусон, бил най-храбрият сред боговете, покровител на смелите воини. Той изгубил ръката си, която била отхапана от вълкът Фенрир. Фенрир бил едно от чудовищните изчадия на Локи, роден от великанката Ангрбода. Боговете чули предсказание, че един ден вълкът и неговите братя и сестри ще разрушат света, затова те хванали чудовището и го държали в своя власт. Само Тир бил достатъчно храбър, за да се наеме да го пази. Докато Фенрир бил малко вълче, имало затишие, но когато боговете видели колко огромен ставал, те се разтревожили и решили да го оковат с измама. Убедили го да се остави да бъде окован под претекст, че това ще е изпитание на силата му, но колокото и дебела верига да му слагали, вълкът я разкъсвал. Тогава поръчали на най-изкусните майстори джуджета да изковат три пъти калена верига от шест елемента: стъпки на скитащ котарак, женска брада, планински корен, мечешки жили, дихание на риба и слюнка на птица. Джуджетата изковали много тънка, но неимоверно здрава панделка. Боговете се опитали да подмамят вълка, да му я сложат, като казали, че след като успял да строши железните окови, лесно ще се освободи от панделката. Вълкът отговорил, че нямало нищо достойно в това да скъсаш една панделка, освен ако не била изработена с хитрост, а в такъв случай той отказвал да се занимава с нея. В края на краищата, страхувайки се, че смелостта му била поставена под съмнение, Фенрир се съгласил, но само при условие, че един от боговете поставил ръката си между челюстите му, докато го връзвали, като залог за почтенноста им. Никой от останалите боговете не искал да направи това, но храбрият Тир приел. Оковали вълка с магическата панделка. Той се опитал да се освободи, но не успял и отхапал ръката на Тир.
Когато Рагнарок настъпи, Тир ще се изправи в смъртоносен бой с кучето Гарм, пазача на царството на мъртвите. Често Гарм е описван като вълка Фенрир, отхапал ръката на Тир. Гарм може да бъде намерен едва в няколко скандинавски текста, където е описан като „куче, най-силно от всички кучета“. Предвид, че Фенрир убива Один и бива убит от сина му Видар, а не от Тир, вероятно смесването на Гарм с Фенрир е неправилно. По време на Рагнарок Тир и Гарм ще се бият, като схватката ще е смъртоносна и за двамата.